# Cantón de Espalion
El cantón de Espalion era una división administrativa francesa, que estaba situada en el departamento de Aveyron y la región de Mediodía-Pirineos.

## Composición
El cantón estaba formado por seis comunas:
- Bessuéjouls
- Castelnau-de-Mandailles
- Espalion
- Le Cayrol
- Lassouts
- Saint-Côme-d'Olt

## Supresión del cantón de Espalion
En aplicación del Decreto n.º 2014-205 de 21 de febrero de 2014, el cantón de Espalion fue suprimido el 22 de marzo de 2015 y sus 6 comunas pasaron a formar parte; tres del nuevo cantón de Lot y Palanges y tres del nuevo cantón de Lot y Truyère.